# Lodoxamida
A lodoxamida, vendida sob a marca Alomide entre outras, é um medicamento utilizado no tratamento da conjuntivite alérgica. É usado como colírio. Pode ser usado em crianças com idade superior a 2 anos.
Os efeitos secundários comuns podem incluir desconforto ocular e olhos secos. O uso durante a gravidez parece ser seguro, mas ainda não foi bem estudado. É um estabilizador de mastócitos.
A lodoxamida foi aprovada para uso médico nos Estados Unidos em 1993.